# Zaim Imamović
Zaim Imamović (* 26. August 1920 in Mrkonjić Grad; † 2. Februar 1994 in Sarajevo) war ein bosnischer Sevdalinka-Sänger.
Er lebte zunächst in Travnik. Seine Karriere begann am 10. April 1945 bei Radio Sarajevo.
Zu seinem Repertoire zählten Lieder wie Gledaj me draga, Mujo kuje konja po mjesecu und Konja vodim, pješke hodim.
| Personendaten    | Personendaten     |
| ---------------- | ----------------- |
| NAME             | Imamović, Zaim    |
| KURZBESCHREIBUNG | bosnischer Sänger |
| GEBURTSDATUM     | 26. August 1920   |
| GEBURTSORT       | Mrkonjić Grad     |
| STERBEDATUM      | 2. Februar 1994   |
| STERBEORT        | Sarajevo          |